# Soldotna
Soldotna ist eine Stadt im Kenai Peninsula Borough des US-Bundesstaats Alaska. Das U.S. Census Bureau hat bei der Volkszählung 2020 eine Einwohnerzahl von 4.342 ermittelt. Soldotna liegt im Westen der Kenai-Halbinsel, wenige Kilometer von der Küste des Cook Inlet entfernt. Der Sterling Highway überquert bei Soldotna den Kenai River. 
Im Rahmen des Homestead Act gestattete die US-amerikanische Regierung im Jahr 1947 Veteranen des Zweiten Weltkriegs, an der Stelle des heutigen Soldotna Land für sich in Besitz zu nehmen. Es bildete sich dadurch eine kleine Ortschaft, die 1960 332 Einwohner hatte.
1957 wurde Öl in der Region um Soldotna gefunden, das dem Ort einen kleinen wirtschaftlichen Aufschwung bescherte.
Heute lebt die Stadt von Sportfischern und dem Tourismus und ist Sitz der Verwaltung des Kenai Peninsula Borough.

## Bauwerke
- Andrew-Berg-Blockhütte

## Persönlichkeiten
- Travis Hall (* 1972), American-Football-Spieler
- Travis Cooper (* 1996), Biathlet